# Tanyptera subcognata
Tanyptera subcognata är en tvåvingeart som beskrevs av Alexander 1941. Tanyptera subcognata ingår i släktet Tanyptera och familjen storharkrankar. Inga underarter finns listade i Catalogue of Life.